# Out of reach (Toni Willé)
Out of reach is een lied van Toni Willé. Ze bracht het in 1986 uit op een single en een jaar later op haar album Working girl. Het nummer werd geschreven door Ton Scherpenzeel en Irene Linders.
De single werd geproduceerd door Pim Koopman en Ton Scherpenzeel en uitgebracht via het label Polydor. Op de B-kant staat het nummer Have you ever. De single bereikte de Tipparade en de Tip 30, maar wist niet door te breken naar de hoofdlijsten in Nederland.